# 稲田直道

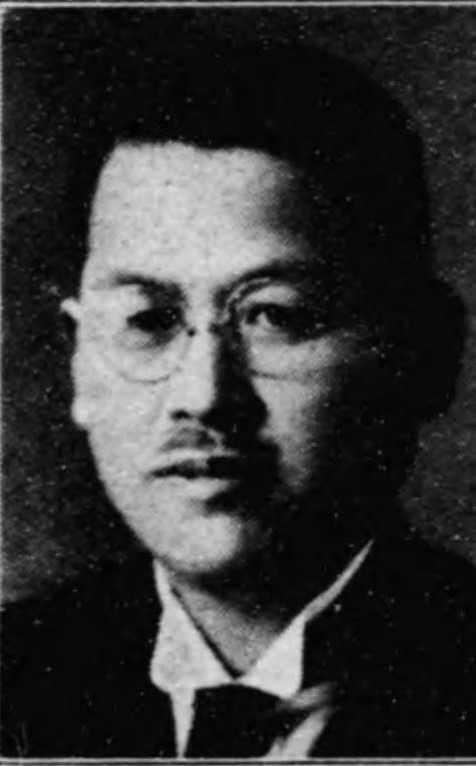
稲田直道

稲田 直道（稻田 直道、いなだ なおみち、1889年（明治22年）7月7日 - 1979年（昭和54年）4月29日）は、大正から昭和期の実業家、政治家。衆議院議員（4期）。

## 経歴
鳥取県邑美郡古市村（岩美郡美保村古市を経て現鳥取市古市）で、稲田益造、ちせ夫妻の長男として生まれる。1908年（明治41年）鳥取県第一中学校（現鳥取県立鳥取西高等学校）を卒業。在学中、日露戦争後の満韓の視察を行った。1908年、第六高等学校に入学したが中退し、1909年（明治42年）早稲田大学に転じた。在学中、雄弁会幹事を務め、南極探検事業、理想選挙、憲政擁護運動の遊説を全国各地で行った。1915年（大正4年）同大政治経済科を卒業。さらに研究科に進み法律学、財政学、経済学を修めた。
帰郷して因伯青年自由党を組織して総理に就任。また、鳥取新報社を設立して常務取締役、同副社長となり、その他、岩手県安国鉱山主、出光農場相談役、三陸肥料会長などを務めた。
1937年（昭和12年）4月、第20回衆議院議員総選挙で鳥取県全県区から立候補して初当選したが、1939年（昭和14年）4月、当選無効となり、同年5月の補欠選挙で再当選した。戦後、1946年（昭和21年）4月の第22回総選挙で再選され、以後、第24回総選挙まで鳥取県全県区から立候補して当選し、衆議院議員を通算4期務めた。この間、日本自由党総務、民主自由党議員総会長、衆議院運輸委員長などを務めた。その後、第25、第28回総選挙に立候補したがいずれも落選した。
1964年（昭和39年）11月の秋の叙勲で勲二等に叙され、瑞宝章を受章する。
その他、東邦海運顧問、日本海運協議会長などを務めた。
1979年（昭和54年）4月29日死去、89歳没。同年5月2日、特旨を以て位記を追賜され、死没日付をもって従四位に叙された。